# Narajów Miasto (gmina)
Narajów Miasto (1941–44 gmina Narajów) – dawna gmina wiejska w powiecie brzeżańskim województwa tarnopolskiego II Rzeczypospolitej. Siedzibą gminy był Narajów Miasto.
Gminę utworzono 1 sierpnia 1934 r. w ramach reformy na podstawie ustawy scaleniowej z dotychczasowych gmin wiejskich: Narajów Miasto i Narajów Wieś.
W marcu 1937 przyznano obywatelstwo honorowe gminy Marszałkowi Edwardowi Śmigłemu-Rydzowi.
Po II wojnie światowej obszar gminy znalazł się w ZSRR.